# Powiat grodziski (województwo mazowieckie)

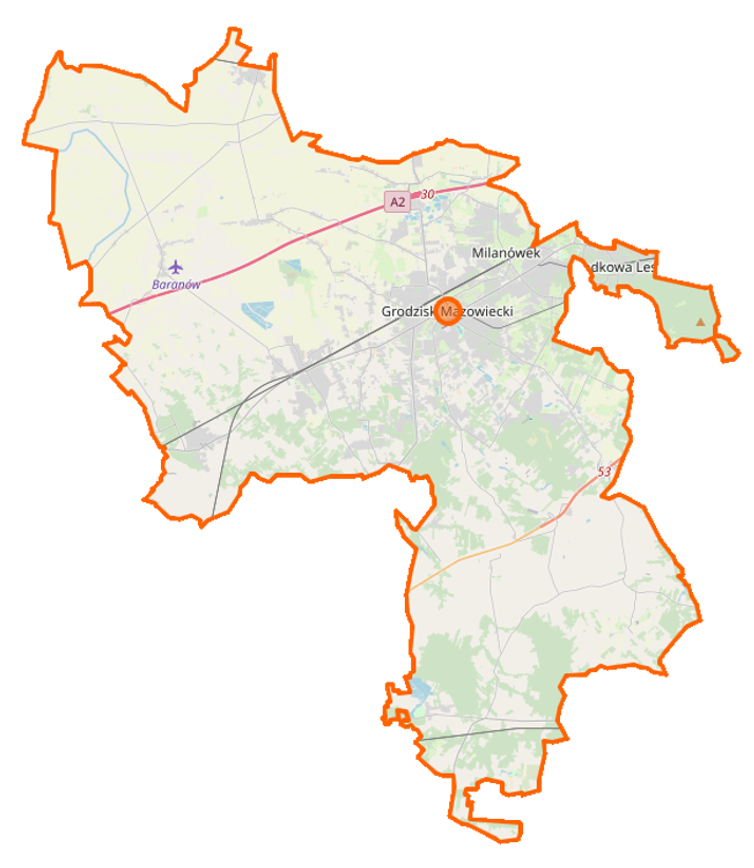
Mapa powiatu

Powiat grodziski – powiat w Polsce (województwo mazowieckie), utworzony w 1999 r. w ramach reformy administracyjnej. Jego siedzibą jest miasto Grodzisk Mazowiecki. Jego powierzchnia wynosi 367 km².
Według danych z 31 grudnia 2019 r. powiat zamieszkiwały 95 963 osoby. Według danych z 30 czerwca 2020 r. powiat zamieszkiwało 96 968 osób.Według danych z końca czerwca 2024 r. powiat zamieszkiwało już 106 373 osoby. 

## Geografia

### Położenie administracyjne[4]
Powiat grodziski graniczy z sześcioma powiatami województwa mazowieckiego:
- pruszkowskim (od strony wschodniej)
- piaseczyńskim (od strony południowo-wschodniej)
- grójeckim (od strony południowej)
- żyrardowskim (od strony zachodniej)
- sochaczewskim (od strony północno-zachodniej)
- warszawskim zachodnim (od strony północno-wschodniej)

### Podział administracyjny

Miasta w powiecie grodziskim
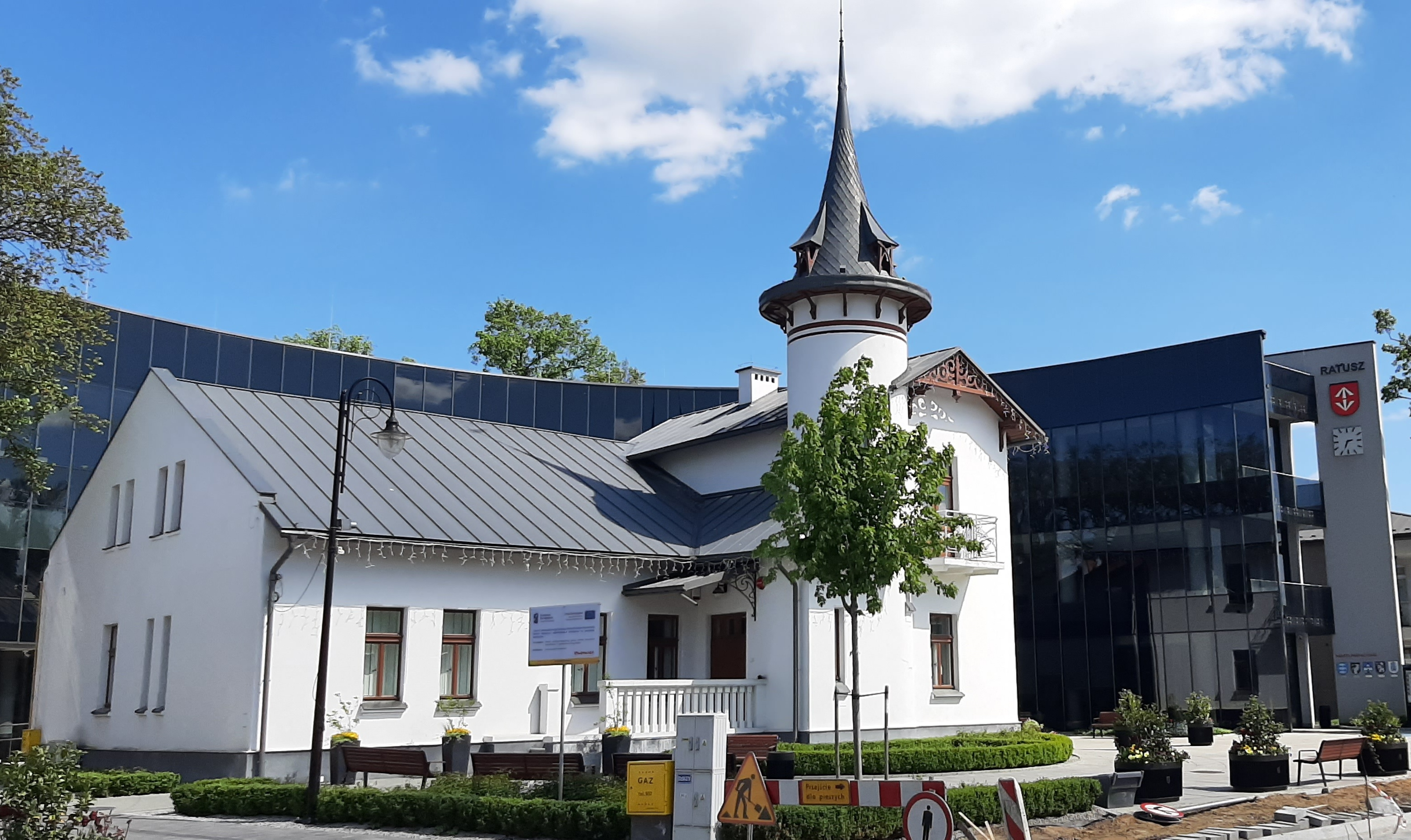
Grodzisk Mazowiecki – Willa „Niespodzianka” i ratusz
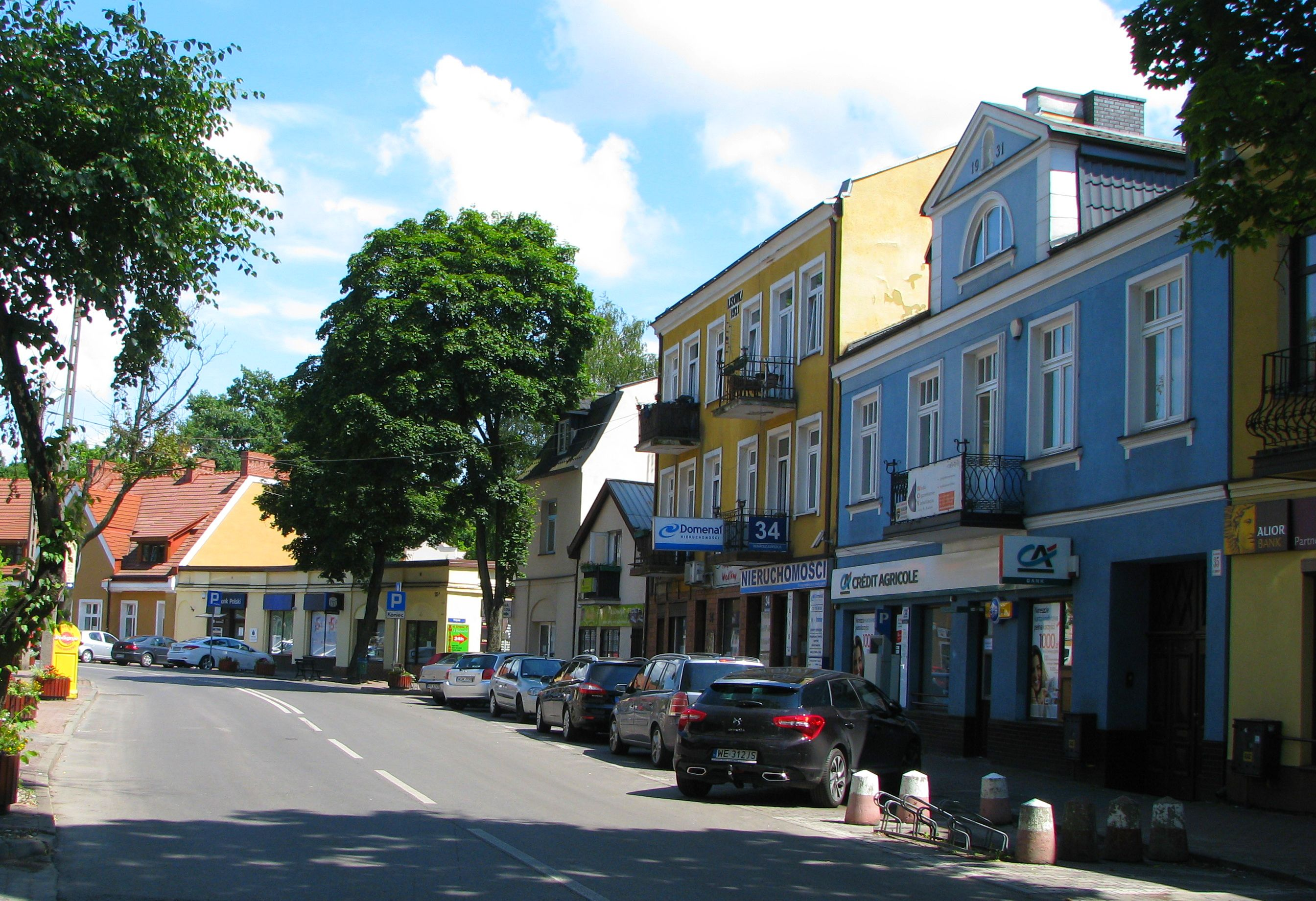
Milanówek – ulica Warszawska
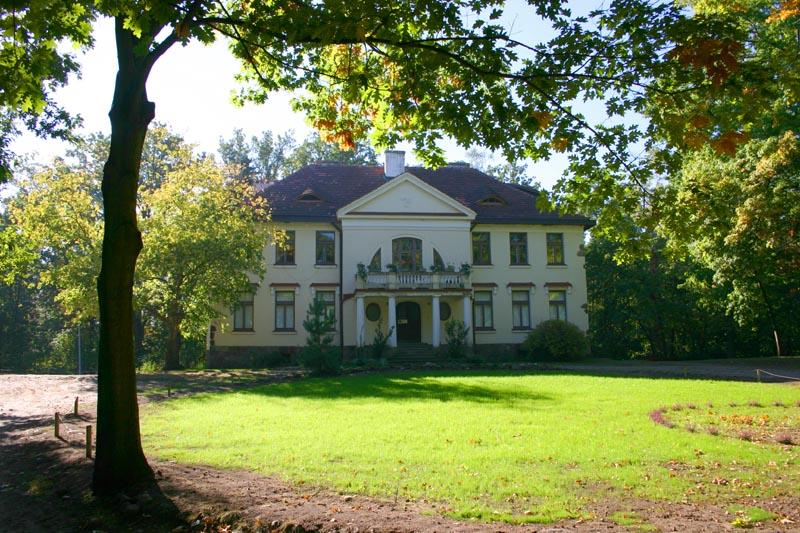
Podkowa Leśna – Stawisko

Na terenie powiatu grodziskiego znajdują się trzy miasta (Grodzisk Mazowiecki, Milanówek, Podkowa Leśna), w skład powiatu wchodzi też sześć gmin o zróżnicowanym charakterze:
- gminy miejskie:  Milanówek,  Podkowa Leśna
- gminy miejsko-wiejskie:  Grodzisk Mazowiecki
- gminy wiejskie:  Baranów,  Jaktorów,  Żabia Wola

### Środowisko przyrodnicze

Środowisko przyrodnicze w powiecie grodziskim
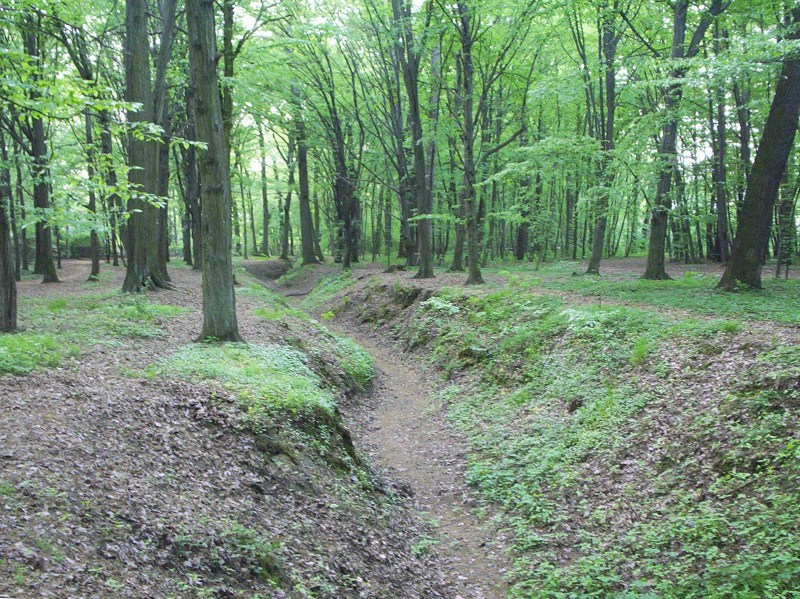
Parów Sójek
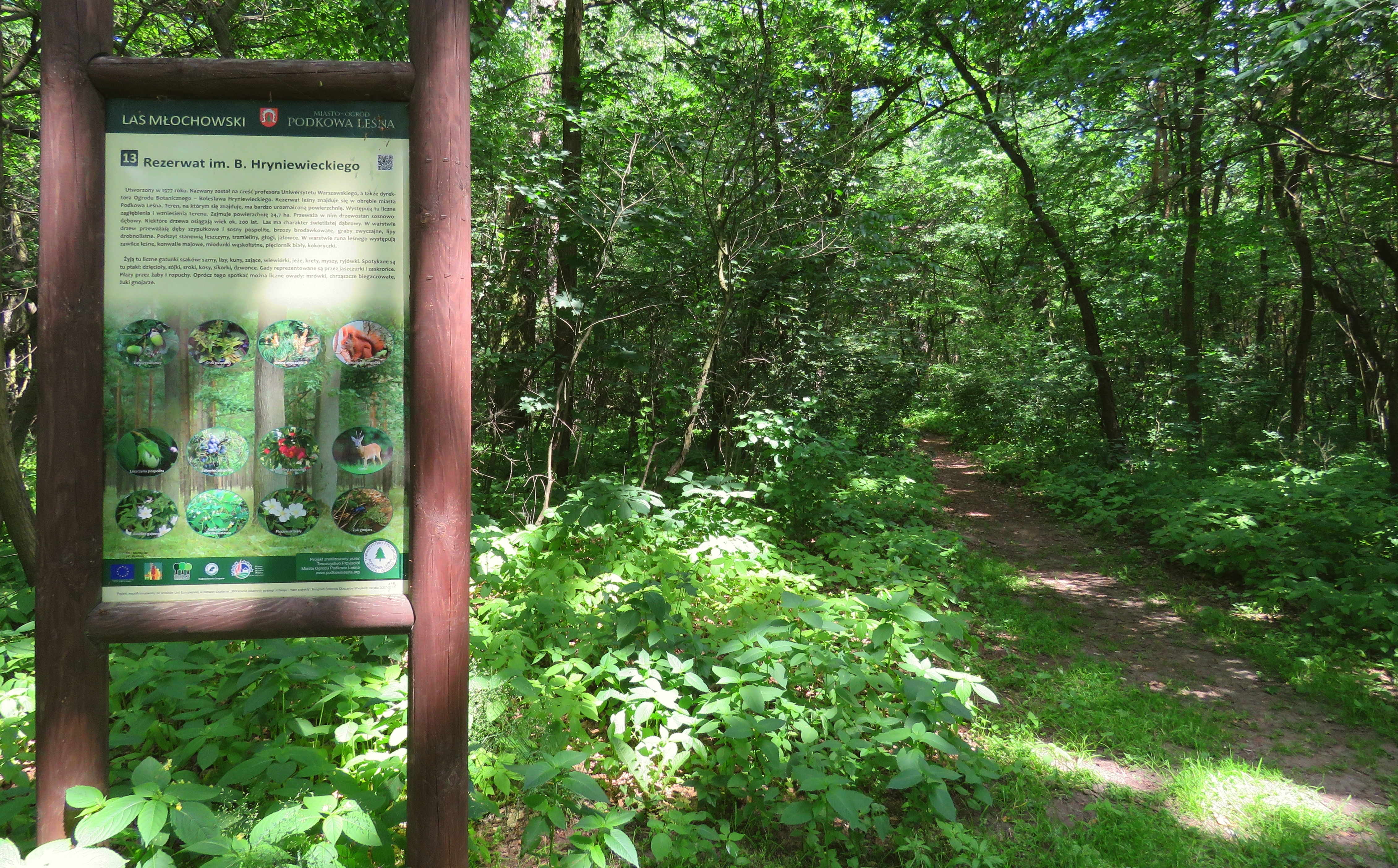
Rezerwat im. Bolesława Hryniewieckiego
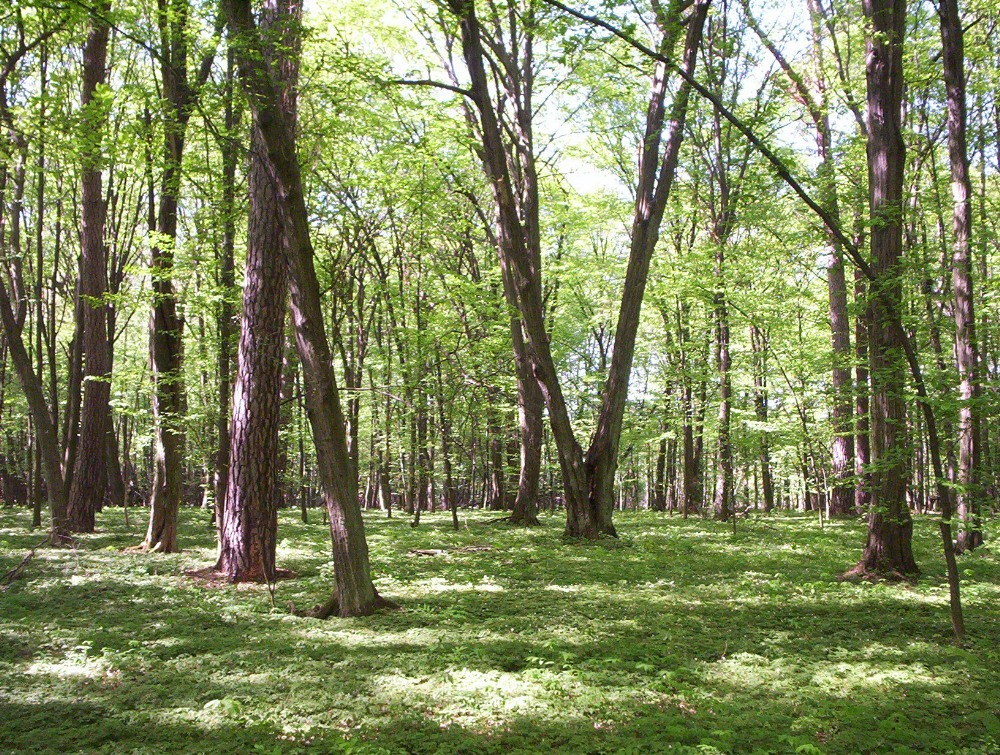
Skulski Las
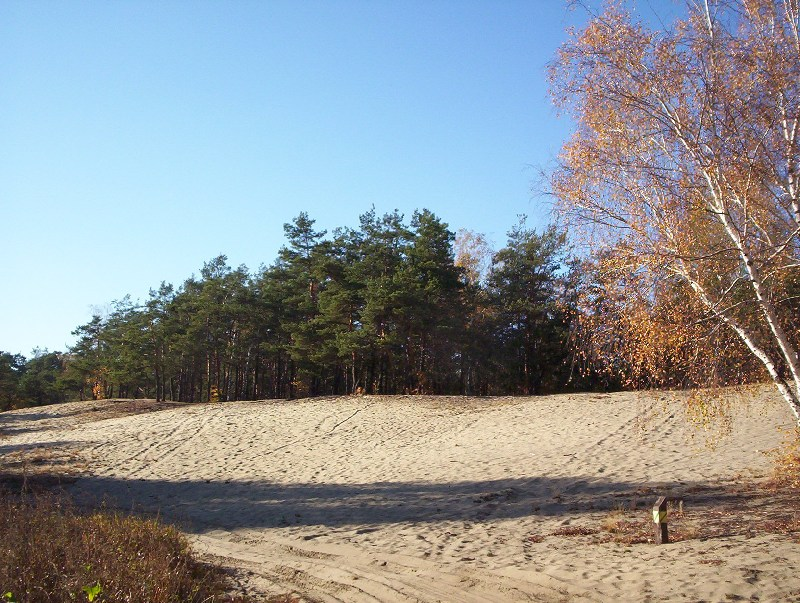
Wydmy Międzyborowskie
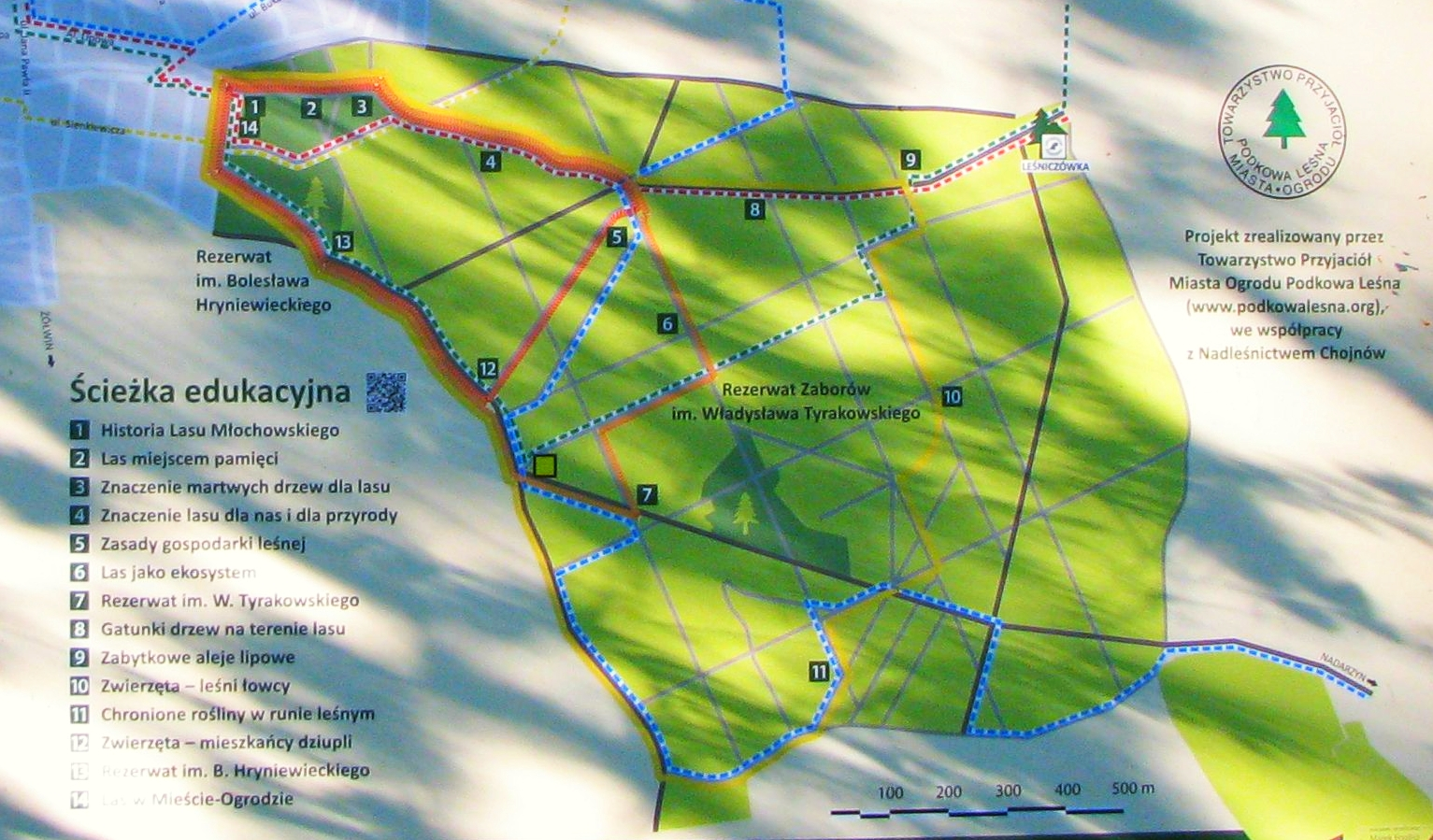
Mapa Rezerwatu „Zaborów”

Przyrodę powiatu grodziskiego można określić jako typowo mazowiecką. Wynika to z jej położenia geograficznego – w większości powiat jest usytuowany na Równinie Łowicko-Błońskiej. Południowa część powiatu zahacza o Wysoczyznę Rawską, z której wypływają przecinając powiat, rzeczki: Utrata, Mrowna, Pisia Tuczna oraz Pisia Gągolica. Na terenie powiatu znajdują się zbiorniki wodne, obszary chronione, zespół przyrodniczo-krajobrazowy „Wydmy Międzyborowskie” oraz miasto-ogród – Podkowa Leśna.
Rezerwat „Skulski Las” to rezerwat krajobrazowo-leśny utworzony w 1984 r. Położony jest na terenie gminy Żabia Wola. Obejmuje swoją częścią uroczysko leśne Skuły–Wschód, znajdujące się na terenie leśnictwa Skuły w Nadleśnictwie Grójec. Wiele obszarów rezerwatu posiada puszczański charakter. Na terenie rezerwatu stwierdzono 4 zespoły leśne: dominujący grąd subkontynentalny, łęg jesionowo-olszowy, a na mniejszych obszarach łęg wiązowo-jesionowy i ols porzeczkowy. W największym powierzchniowo grądzie typowym znajdują się m.in. ok. 170-letnie sosny i dęby z domieszką grabu, buka i lipy drobnolistnej. Obliczono, że flora rezerwatu liczy ok. 400 gatunków. Na szczególną uwagę zasługują rośliny chronione: m.in.: kopytnik zwyczajny, gnieździk leśny, listera jajowata, storczyk Fuchsa, storczyk plamisty, pierwiosnek lekarski.
Rezerwat „Skulskie Dęby” został utworzony w 1996 r. Obejmuje swym obszarem północno-zachodnią część uroczyska Skuły-Zachód, wchodzącego w skład Nadleśnictwa Grójec. Ochroną objęty jest przede wszystkim ponad 200-letni starodrzew dębowy oraz wilgotne, bagienne zbiorowiska leśne i łąkowo-torfowiskowe. Do najcenniejszych obiektów w rezerwacie należą potężne dęby, w tym dęby szypułkowe. Poza tym występują tu także: olsze czarne, brzozy brodawkowe, topole. Cechą charakterystyczną rezerwatu są zbiorowiska roślin zielonych, wśród których można wymienić: borysz błotny, kosaciec żółty, knieć błotną. Ogółem florę rezerwatu tworzy około 180 gatunków, a wśród nich rośliny chronione: bluszcz pospolity, kopytnik pospolity, kruszczyk szerokolistny, storczyk szerokolistny.
Rezerwat „Parów sójek” umiejscowiony jest w zachodniej części Podkowy Leśnej. Ochroną objęto niewielką dolinkę strumyka, który uchodzi do rzeki Rokitnicy. Parów stanowi przede wszystkim królestwo ptaków (dominują sójki), reprezentowanych przez wiele gatunków.
Rezerwat im. Bolesława Hryniewickiego (w latach 1919–1960 prof. Uniwersytetu Warszawskiego i dyrektor Ogrodu Botanicznego w Warszawie). Rezerwat położony jest na obszarze Lasu Młochowskiego w zachodnim skraju uroczyska leśnego „Zaborów”, wchodzących terytorialnie w obszar miasta ogrodu Podkowy Leśnej. Porasta go jeden z najstarszych na Mazowszu dębowo-sosnowych drzewostanów o cechach zbiorowiska naturalnego. Około 80% jego powierzchni zajmuje drzewostan o charakterze świetlistej dąbrowy. Rezerwat porastają także różnorodne krzewy. Gniazdują tu ptaki leśne, np. kukułki, drozdy, dzięcioły, dudki, i występują lisy, wiewiórki, nietoperze.
Rezerwat „Zaborów” im. Witolda Tyrakowskiego, położony jest na obszarze Lasu Młochowskiego i terytorialnie przynależy do obszaru miasta ogrodu Podkowy Leśnej. Powstał w 1984 r. Jest zamknięty dla ruchu turystycznego. W rezerwacie chroniony jest las grądowy, w którym gniazduje 26 gatunków ptaków, w tym dzięcioł średni, dzięcioł czarny, dzięcioł duży, kowalik, sikora modra, bogatka czarnogłowa.
Zespół przyrodniczo – krajobrazowy „Wydmy Międzyborowskie”. Osobliwością na terenie powiatu jest zespół przyrodniczo-krajobrazowy „Wydmy Międzyborowskie” w gminie Jaktorów. Obszar rozciąga się na powierzchni nieco ponad 30 ha. Na tym terenie znajdują się wydmy, które są pozostałością zlodowacenia środkowopolskiego. Specyficzny, pofałdowany teren oraz roślinność (mieszana – sosny, brzozy, dęby oraz typowa dla terenów podmokłych – przy oczku wodnym, u podnóża wydm) tworzą dobroczynny mikroklimat. Obecnie przez wydmy jest poprowadzona ścieżka dydaktyczna. Również na terenie Jaktorowa znajduje się pomnik starego tura, który padł w 1627 r.
Na terenie powiatu (w południowej części gminy Grodzisk Mazowiecki) znajduje się także zdecydowana część Warszawskiego Obszaru Chronionego. Na tym terenie zachowało się w bardzo dobrym stanie wiele parków z imponującymi okazami drzew, m.in. na terenie Chlebni, Kłudzienka, Kozerek, Kraśniczej Woli, Starego Kłudna, Zabłotni.

#### Pomniki przyrody
| Lp.                 | Gmina               | Łączna liczba pomników przyrody | w tym: | w tym:       | w tym:     | w tym:     | w tym: | w tym:      |
| Lp.                 | Gmina               | Łączna liczba pomników przyrody | drzew  | rzędów drzew | grup drzew | alej drzew | głazów | pozostałych |
| ------------------- | ------------------- | ------------------------------- | ------ | ------------ | ---------- | ---------- | ------ | ----------- |
| 1.                  | Baranów             | 5                               | 5      | –            | 222        | –          | –      | –           |
| Łącznie dla powiatu | Łącznie dla powiatu | 5                               | 5      | –            | –          | –          | –      | –           |

### Klimat
Powiat grodziski leży w mazowiecko-podlaskim regionie klimatycznym. Tutejszy klimat kształtowany jest przez słabe wpływy kontynentalne. Średnia temperatura w regionie wynosi 8 °C, natomiast średnia suma opadów atmosferycznych waha się od 680 do 700 mm.

## Historia

### Dzieje najdawniejsze
Badania archeologiczne dostarczają obecnie niewielu istotnych informacji na temat najdawniejszych dziejów tego terenu. Znaleziska archeologiczne, które byłyby cenne i miałyby wpływ na kierunek dalszych badań, występują sporadycznie. Na uwagę jednak zasługują odkrycia w Izdebnie Kościelnym oraz w podgrodziskiej Chlebni. Odkryte materiały dają obraz przestrzeni zamieszkiwanej przez ludność osadniczą. Interesującego odkrycia dokonano także we wsi Gole, gdzie znaleziono grób skrzynkowy, charakterystyczny dla kultury pomorskiej okresu halsztacko-lateńskiego. Z Basina i Regowa pochodzą znaleziska z okresu rzymskiego. Badania archeologiczne udowodniły, że na tym terenie prowadzono na dużą skalę wykop rudy żelaza. Produkcja żelaza była możliwa na tym terenie dzięki występowaniu rudy darniowej, łąkowej, bagiennej oraz dużej ilości marglu, niezbędnego przy produkcji żelaza. W Jaktorowie i Garbniku odkryto cmentarzysko kurhanowe datowane na III – IV w.n.e.
Początki średniowiecznego osadnictwa na Mazowszu datuje się na przełom V i VI w. n.e. O rozwoju osadnictwa na tym terenie świadczą także pojedyncze pochówki ciałopalne.

### Od początków polskiej państwowości do XIX w.
U progu okresu piastowskiego tereny powiatu grodziskiego były pokryte puszczami. Z czasem ten obszar przez nią pokryty zmniejszał się na rzecz rozwoju życia osadniczego. W 1313 r. większość obszaru obecnego powiatu grodziskiego wchodziła w skład Księstwa Rawskiego w ziemi sochaczewskiej, dzielącej się ówcześnie na dwa powiaty sądowe: sochaczewski i mszczonowski. Tereny te pokryte puszczami były doskonałym miejscem polowań. Źródła historyczne podają, że w 1410 r., tuż przed wojną z Zakonem Krzyżackim, polował tu król Władysław Jagiełło. Obszary Puszczy Jaktorowskiej upatrzył sobie natomiast inny król, z dynastii Wazów – Jan. W 1476 r. król Polski Kazimierz Jagiellończyk, wcielając Księstwo Rawskie do Korony, utworzył województwo rawskie. W 1572 r. w Kaskach odbył się zjazd senatorów Królestwa, na którym dokonano wyboru króla elekcyjnego (tzw. intereksa).
9 czerwca 1645 r. została zawarta umowa pomiędzy Hieronimem Radziejowskim a Olędrami. Była ona zgodą na ich osiedlenie się na tym terenie (Kaski, Jaktorów i Baranów). Przez ziemie dzisiejszego powiatu grodziskiego przewinęła się także niszcząca fala potopu szwedzkiego. Prawdziwa katastrofa jednak miała przyjść wraz z rozbiorami. W 1796 r. większość tej części Mazowsza przypadła Prusom. W okresie Księstwa Warszawskiego (1807–1815) większość obszaru obecnego powiatu grodziskiego wchodziła w skład błońskiego departamentu warszawskiego. W okresie Królestwa Polskiego (1815–1918) ziemie powiatu były częścią województwa warszawskiego i obwodu błońskiego. Po carskiej reformie administracyjnej z 1867 r. weszły w skład powiatu błońskiego Guberni Warszawskiej.

### XX w.
Duże piętno odcisnęła I wojna światowa, która dokonała ogromnych spustoszeń na terenie powiatu. Z kolei podczas wojny obronnej w 1939 r. przez obszary dzisiejszego powiatu przemieszczały się jednostki Wojska Polskiego. Podczas okupacji działały na tym terenie m.in. oddziały Batalionów Chłopskich, oddziały Gwardii Ludowej. Przez cały okres wojny działała tu silna konspiracja. Spotykały się tu osoby, które należały do Polskiego Państwa Podziemnego. Zyskały nazwę „małego Londynu”. 29 września 1944 rozegrała się największa bitwa partyzancka na Mazowszu (między Jaktorowem a miejscowością Budy Zosine). W 1948 r. po zniesieniu powiatu błońskiego, utworzono z jego części powiat grodziskomazowiecki.

## Herb i flaga powiatu grodziskiego
Herb powiatu grodziskiego przedstawia w czerwonym polu tarczy po jej prawej stronie głowę orła białego mazowieckiego, skierowaną w lewą stronę, a po lewej stronie w polu tarczy herb Bogoria z herbu Grodziska Mazowieckiego, którym posługiwała się rodzina Mokronoskich. Herb został uchwalony przez Radę Powiatu Grodziskiego na sesji w dniu 25 stycznia 2001 r.
Flaga powiatu grodziskiego stanowi płachta płótna w proporcjach 5:8, która jest podzielona na 3 strefy w słup. Dwa skrajne pola wypełnia barwa złota, a środkowa jest ułożona symetrycznie, w środku proporcji 5:4. W czerwonym polu przedstawia godła z herbu powiatu – po prawej stronie głowę orła białego mazowieckiego ze złotym dziobem skierowanym w lewo, po lewej zaś stronie herb Grodziska Mazowieckiego, herb Bogoria, którym posługiwała się rodzina Mokronowskich (dawni właściciele miasta).

## Demografia
Dane GUS za rok 2014:
- Ludność ogółem: 88 634
- Ludność na 1 km² – 2360
- Piramida wieku mieszkańców powiatu grodziskiego w 2014 r.[9]

## Kultura

Kultura w powiecie grodziskim
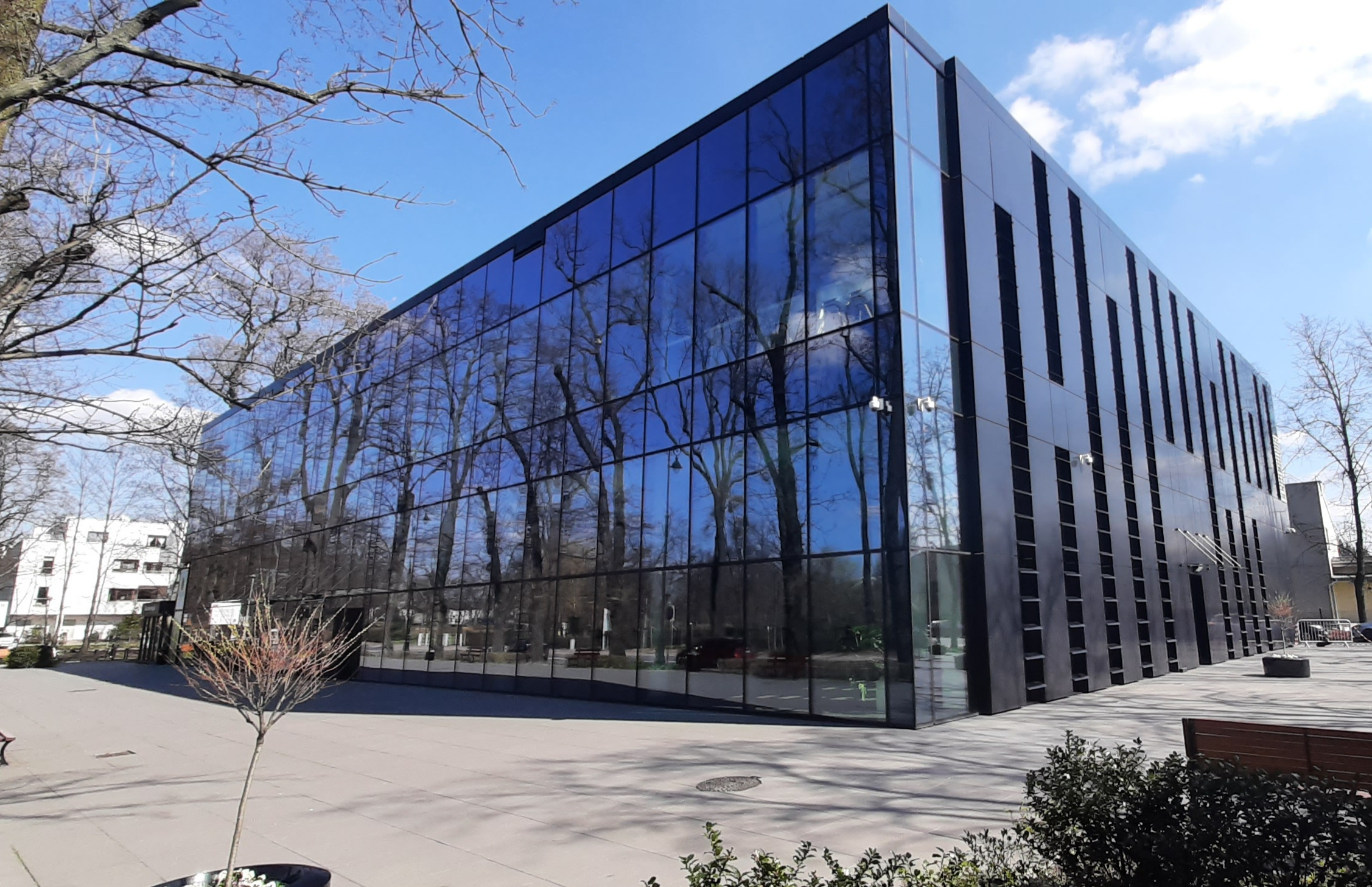
Mediateka w Grodzisku Mazowieckim
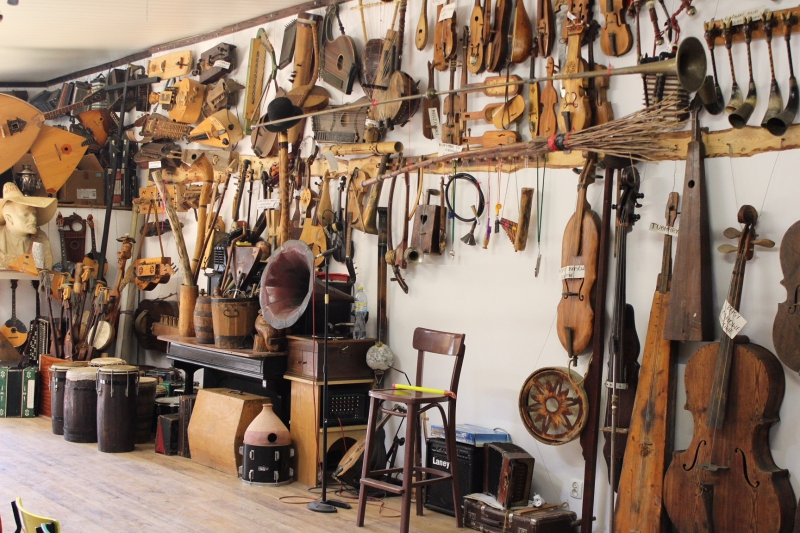
Galeria Instrumentów Folkowych
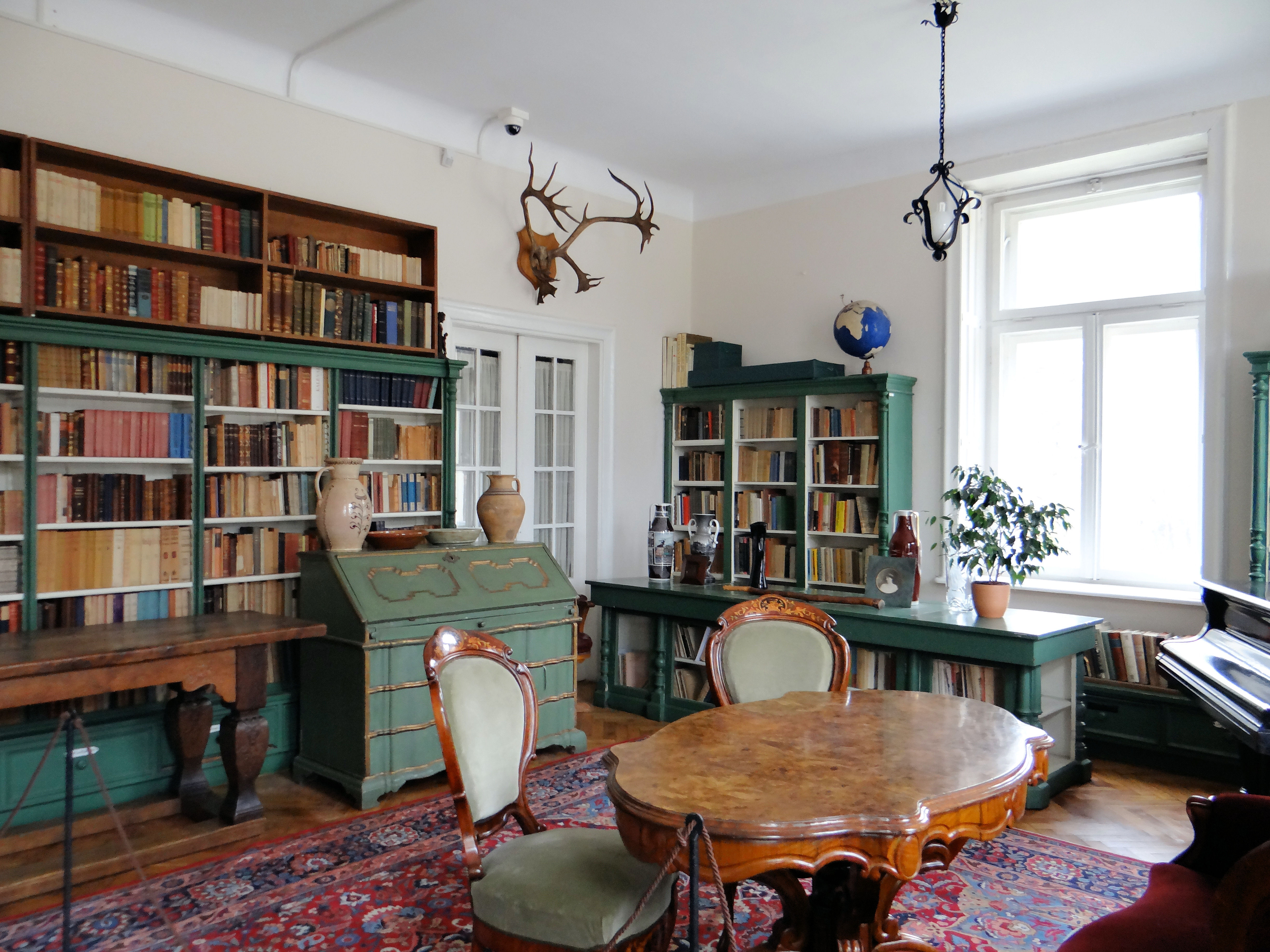
Muzeum Anny i Jarosława Iwaszkiewiczów w Stawisku
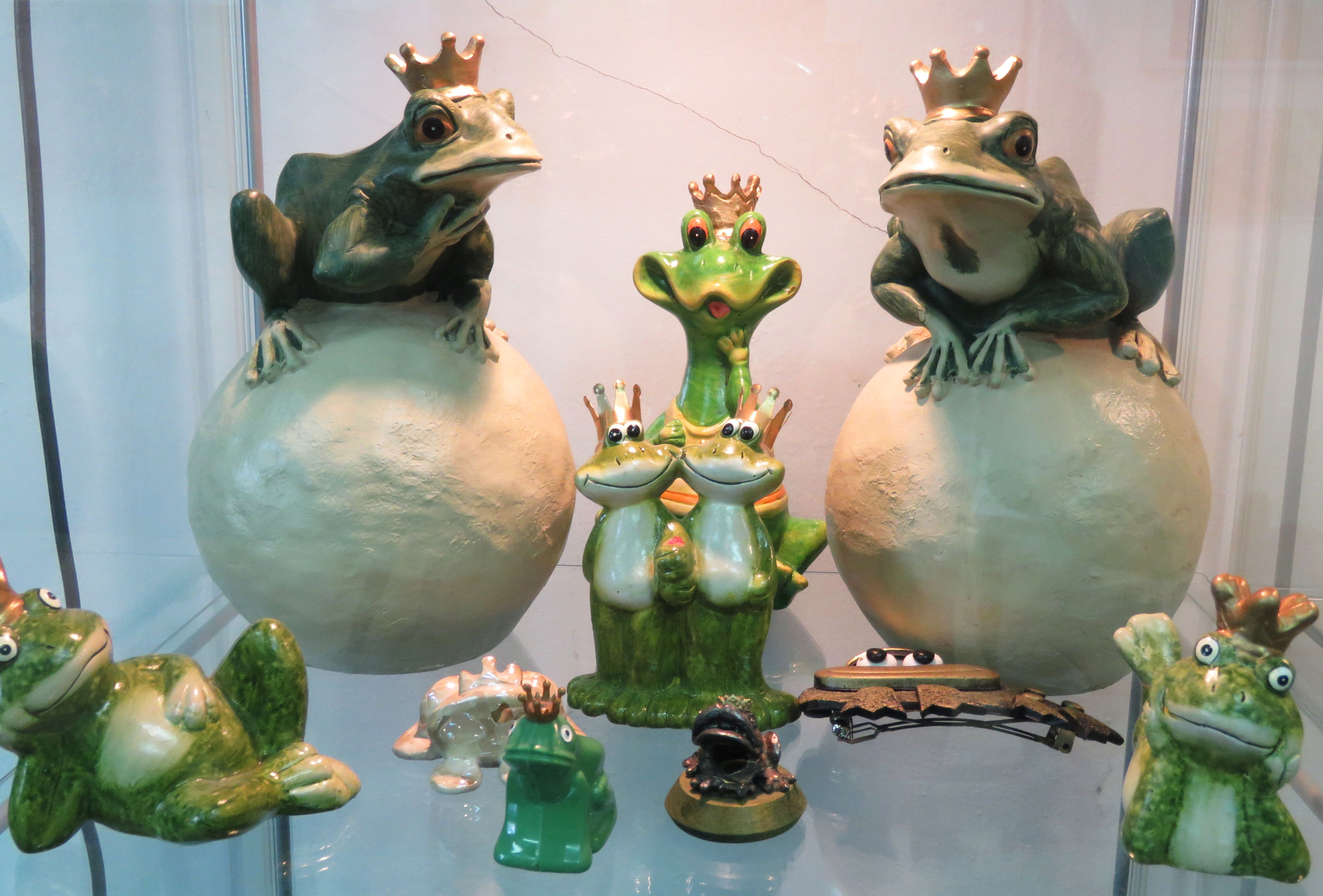
Muzeum Żaby
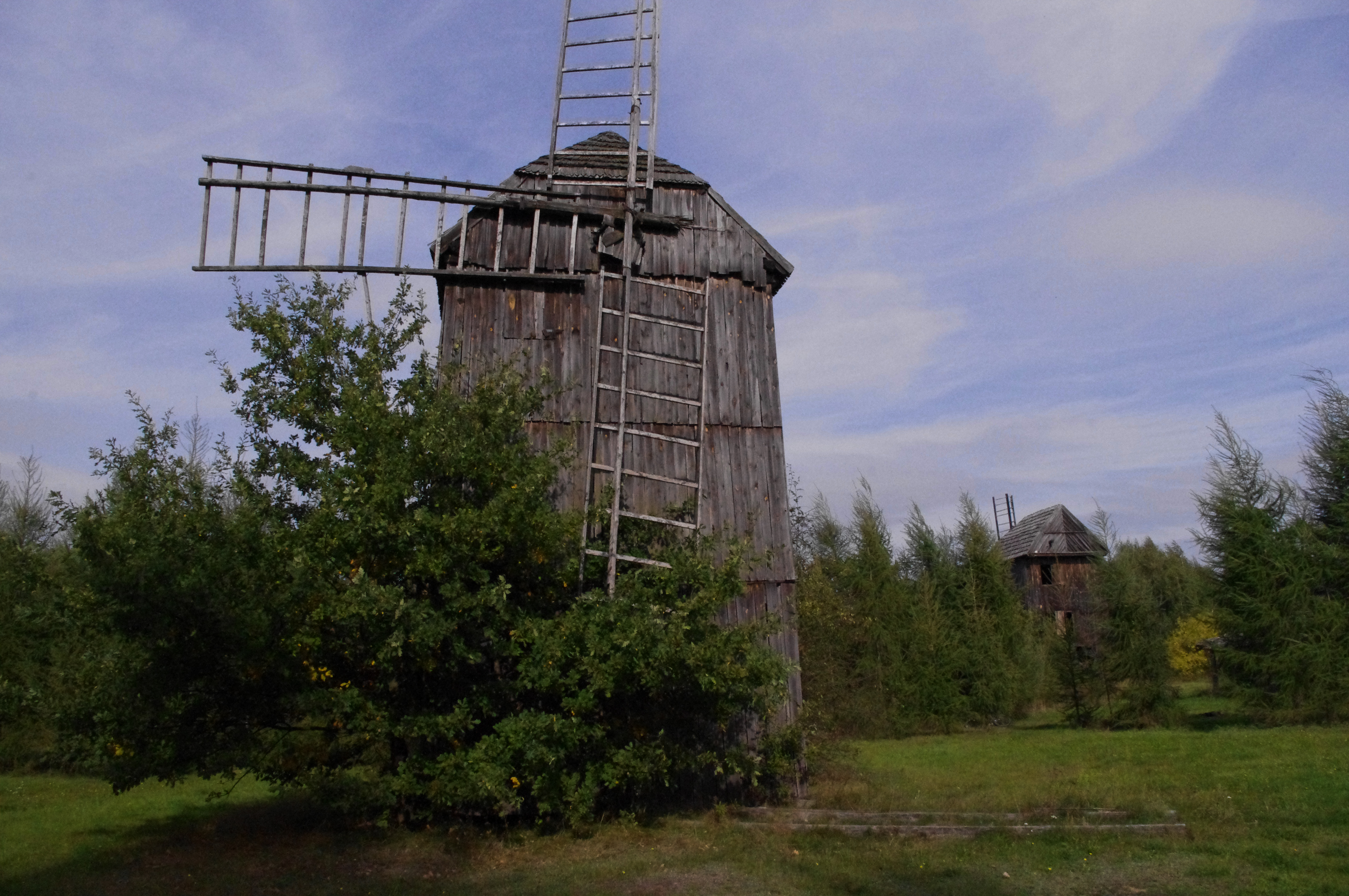
Fragment prywatnego skansenu we wsi Petrykozy

### Muzea
Na terenie powiatu, w Podkowie Leśnej znajduje się Muzeum im. Anny i Jarosława Iwaszkiewiczów, w Grodzisku Mazowieckim znajduje się muzeum poświęcone historii funkcjonowania EKD i WKD oraz utworzona przez muzyka folkowego Antoniego Kanię Galeria Instrumentów Folkowych, w Żabiej Woli mieści się też Muzeum Żaby. Dawniej we wsi Petrykozy mieścił się prywatny skansen.

### Kina i teatry
- Kino CK w Grodzisku Mazowieckim
- Kino „Wolność” w Willi „Radogoszcz”
- Teatr Letni w Milanówku

### Wybrane cykliczne imprezy na terenie powiatu grodziskiego
Na terenie powiatu grodziskiego organizowanych jest wiele cyklicznych imprez, które służą zarówno mieszkańcom, jak i gościom aktywniej spędzić czas w tym regionie, wśród nich są m.in. Autosacrum, Festiwal Muzyczne Konfrontacje organizowany od wielu lat przez Muzeum im. Anny i Jarosława Iwaszkiewiczów w Stawisku, Festiwal Otwarte Ogrody (w Milanówku i Podkowie Leśnej), Spotkania Muzyczne w Międzyborowie, Żabi Zlot organizowany w Domu Kultury gm. Żabia Wola oraz Międzynarodowy Jarmark Produktów Regionalnych, a także Fetting Festiwal w Baranowie.

### Ważniejsze domy kultury
- Centrum Kultury w Grodzisku Mazowieckim[18]
- Mediateka w Grodzisku Mazowieckim[19]
- Willa „Radogoszcz” w Grodzisku Mazowieckim
- Milanowskie Centrum Kultury[20]
- Centrum Kultury i Inicjatyw Obywatelskich w Podkowie Leśnej[21]
- Dom Kultury w Żabiej Woli[22]

## Transport

Transport w powiecie grodziskim
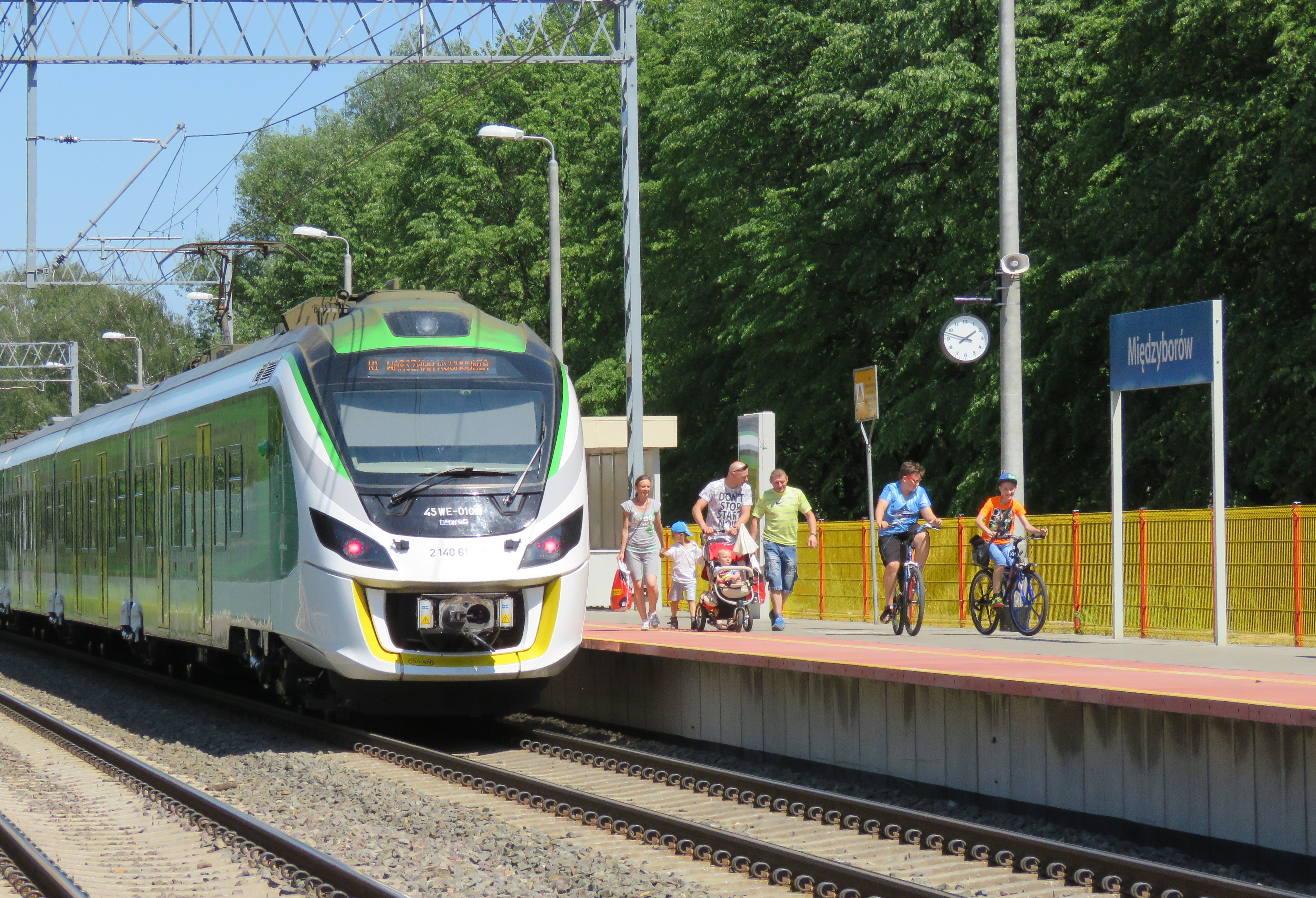
Pociąg KM w Międzyborowie
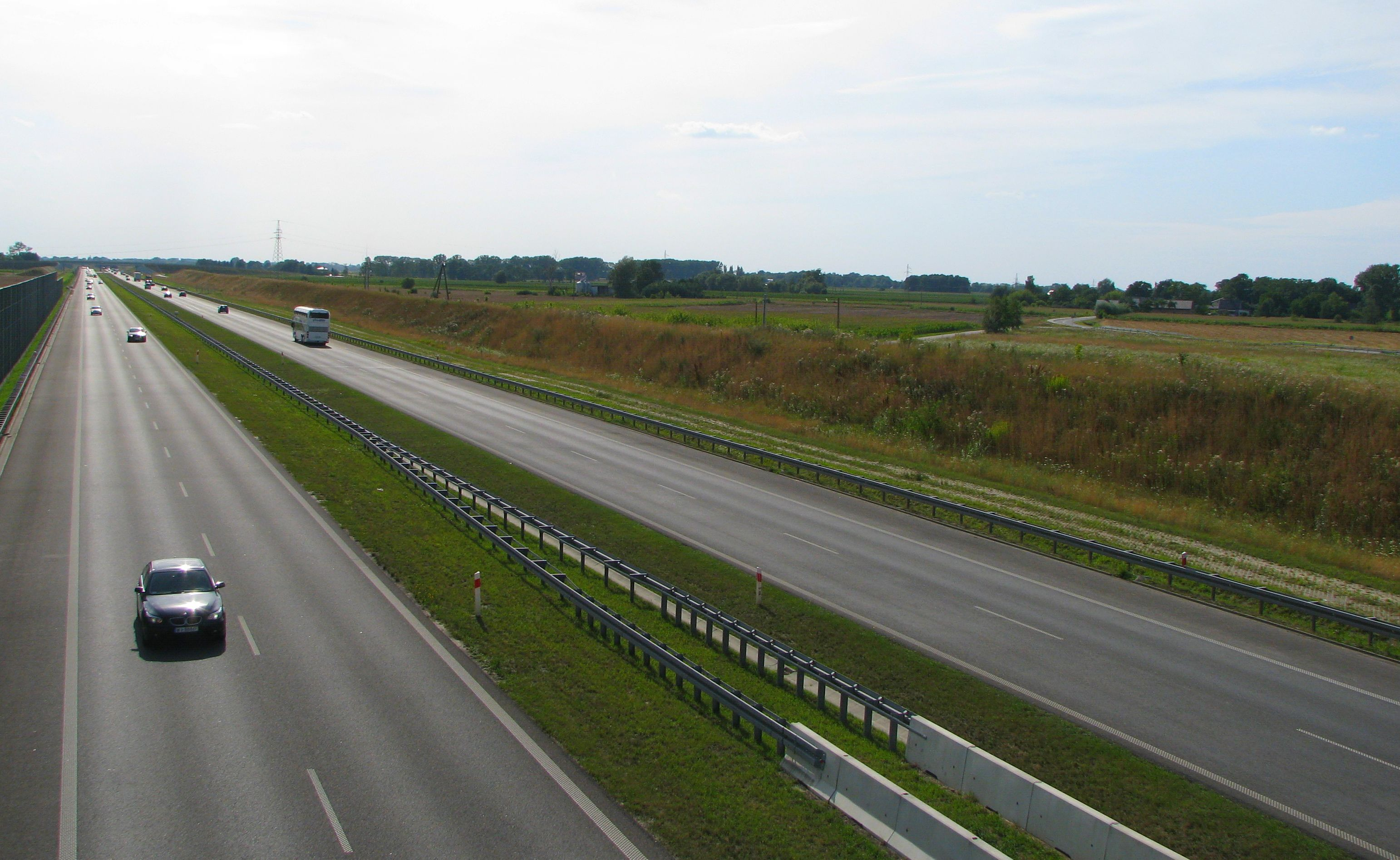
Autostrada A2 w Zabłotni
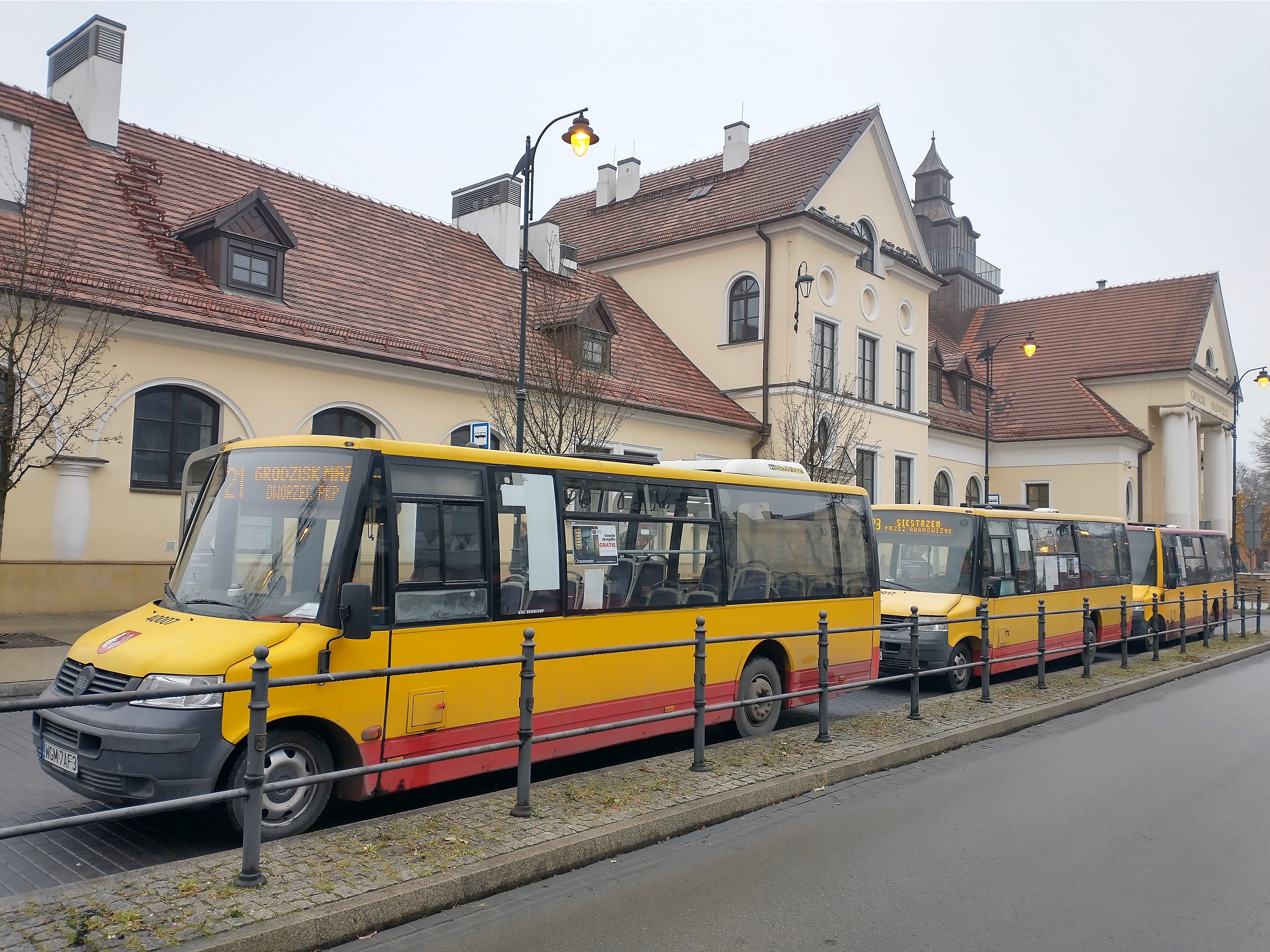
Autobusy w Grodzisku Mazowieckim
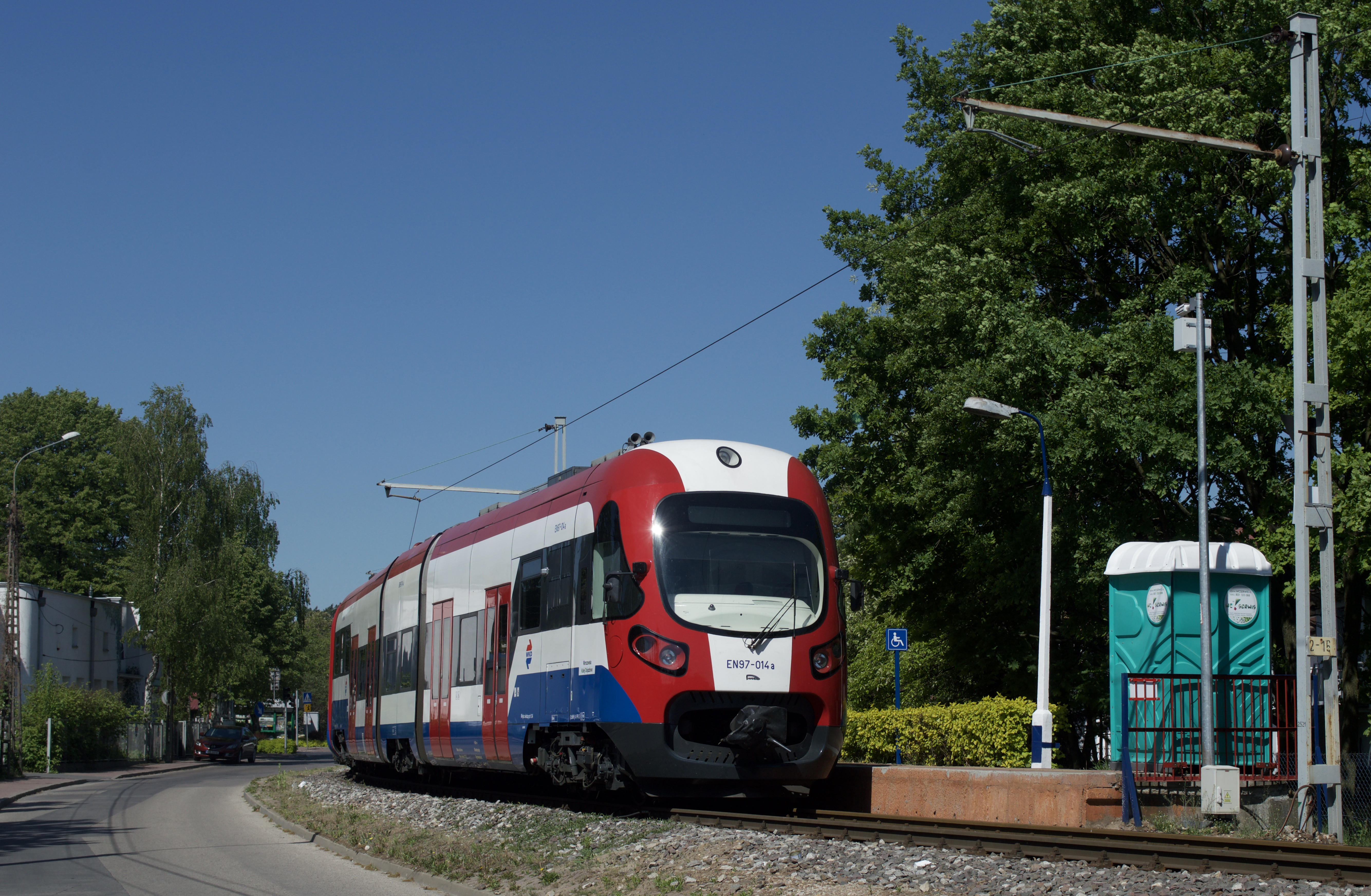
WKD na stacji Milanówek Grudów
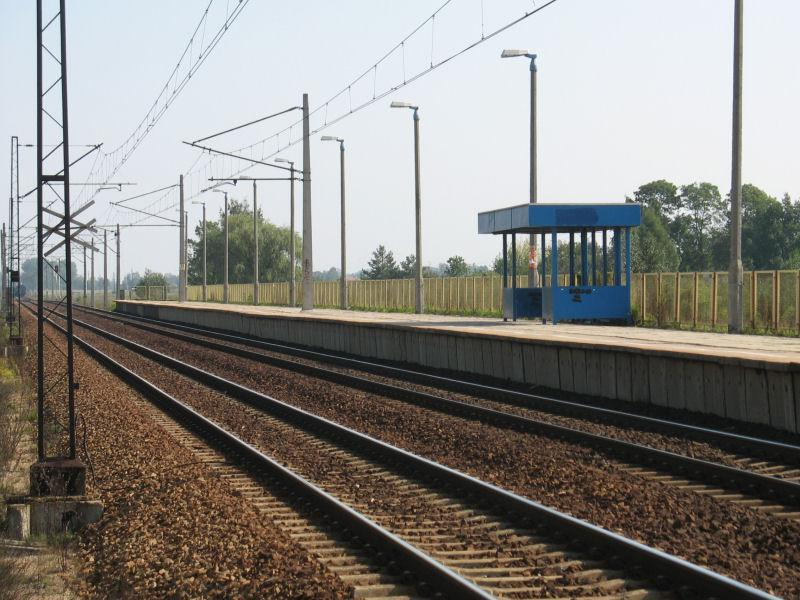
Przystanek Boża Wola
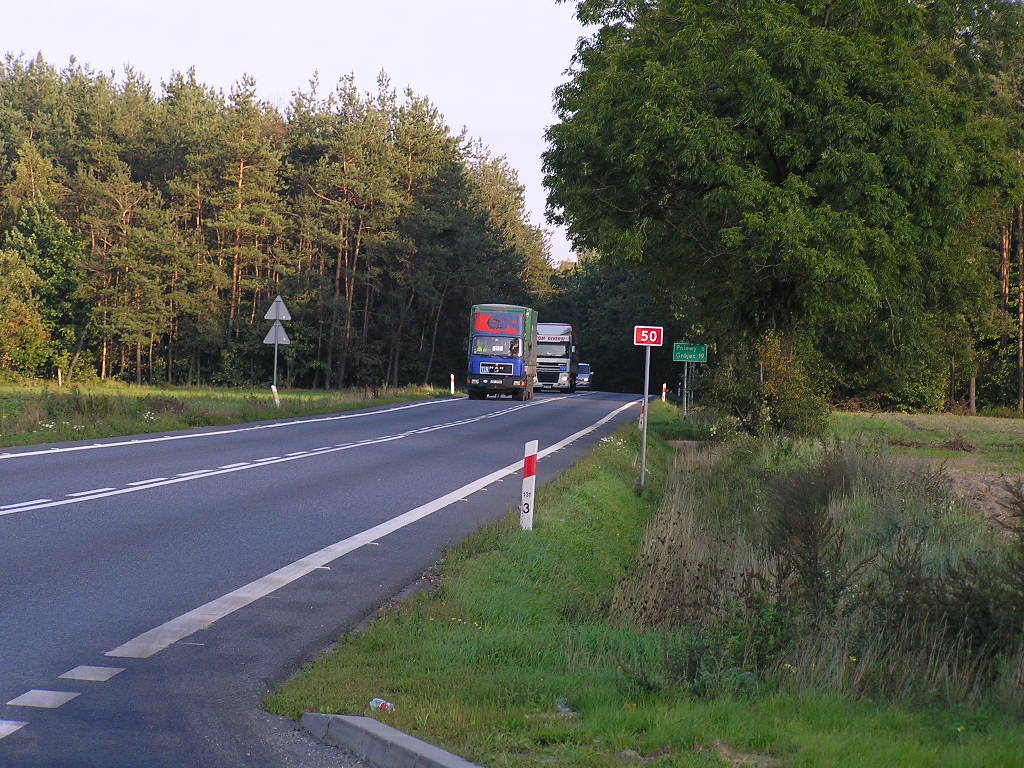
Droga krajowa nr 50 w Petrykozach

### Transport drogowy

#### Autostrady i drogi ekspresowe
- A2E30  (Terespol – Warszawa – Łódź – Poznań – Świecko)
- S8E67  (Budzisko – Suwałki – Białystok – Warszawa – Piotrków Trybunalski – Łódź – Wrocław – Kudowa-Zdrój)

#### Drogi krajowe
- 50 (Ciechanów – Płońsk – Sochaczew – Żyrardów – Mszczonów – Tarczyn – Góra Kalwaria – Mińsk Mazowiecki – Łochów – Ostrów Mazowiecka)

#### Drogi wojewódzkie
- 579 (Kazuń Polski – Leszno – Błonie – Grodzisk Mazowiecki – Radziejowice)
- 719 (Warszawa – Pruszków – Podkowa Leśna/Brwinów – Milanówek – Grodzisk Mazowiecki – Żyrardów – Puszcza Mariańska)
- 876 (Chudolipie – Tarczyn – Łoś)

### Transport kolejowy
- 1 (Warszawa Zachodnia – Katowice)
- 3 (Warszawa Zachodnia – Kunowice)
- 4 (Grodzisk Mazowiecki – Zawiercie)
- 12 (Skierniewice – Łuków)
- 47 (Warszawa Śródmieście WKD – Grodzisk Mazowiecki Radońska)
- 48 (Podkowa Leśna Główna – Milanówek Grudów)
- 447 (Warszawa Zachodnia – Grodzisk Mazowiecki)

## Ważniejsze publikacje wydane przez Starostwo Powiatu Grodziskiego
- Powiat grodziski. Album przyrodniczy (2014)
- Straże pożarne w powiecie grodziskim (2014)
- Niepokorni 1976–1989. Mieszkańcy powiatu grodziskiego na rzecz wolności (2012, 2014)[23]

## Starostowie grodziscy
- Krzysztof Markowski (1999–2002) (UW)
- Wiesław Kamiński (2002–2004) (SLD)
- Marek Wieżbicki (od 2004)